# نصیرخان سردار جنگ
نصیرخان سردار جنگ (زاده ۱۲۴۳ منطقه بختیاری - درگذشته ۱۳۱۶ برلین) از رجال سیاسی و نظامی ایرانی در دوران قاجار بود، که در مناصب مختلفی چون حکمرانی اصفهان، کرمان و یزد فعالیت نمود. وی در دوره چهارم مجلس شورای ملی به عنوان نماینده بختیاری در مجلس حضور داشت.
نصیرخان پسر سوم امامقلی خان حاجی ایلخانی و برادر کوچکتر امیر مفخم بختیاری است. او از سرداران ارشد قشون محمدعلی شاه بود، که به جمع مشروطه خواهان پیوست. پدر، برادران، عموزادگان و خود او، سال‌ها ایلخانی بختیاری بوده‌اند.

## دوران کودکی و جوانی
نصیرخان دومین پسر امامقلی خان حاجی ایلخانی است، که در سال ۱۲۴۳ (معادل ۱۸۶۴ میلادی) در منطقه بختیاری زاده شد. در زمان کودکی و نوجوانی نصیرخان، عمویش حسینقلی خان ایلخانی، منصب ایلخانی منطقه بختیاری و پدرش، امامقلی خان حاجی ایلخانی منصب ایل بیگی (معاون) را برای نزدیک به ۳۰ سال بر عهده داشتند و خانواده آن‌ها از قدرتمندترین خاندان‌های ایرانی دوره قاجار بشمار می‌آمد.

## انقلاب مشروطه
هنگامی که انقلاب مشروطه در مقابل محمدعلی شاه شکست خورده بود و تبریز در حال مقاومت به سر می‌برد، هنوز نصیرخان و دو برادرش لطفعلی خان امیر مفخم و سلطان محمد خان سردار اشجع، در رکاب شاه بودند و محمدعلی میرزا، از نیروی جنگی نصیرخان و سواران وی، برای تقویت عین الدوله استفاده می‌نمود؛ لذا در همین زمان بود که لقب سردارجنگ به وی داده شد و از صارم الملک، به نصیرخان سردار جنگ ملقب گشت.

## فتح تهران
در روزهایی که تقریبأ تمامی خوانین بختیاری به مشروطه خواهان پیوسته بودند، تنها لطفعلی‌خان امیر مفخم و نصیر خان سردار جنگ در اردوی محمدعلی شاه باقی‌ماندند. سردار اسعد در جریان فتح تهران به خانواده حاجی ایلخانی، (عموزاده‌های خود) به عنوان مشکل اصلی می‌نگریست، زیرا بدستور محمدعلی شاه و به منظور مقابله با تهاجم بختیاری‌ها به تهران، قشون دولتی به فرماندهی امیر مفخم بختیاری، در قم موضع گرفته بود و هنگامی که نصیرخان از موضوع مطلع شد، از محاصره تبریز دست کشید و به برادر خود پیوست.
سردار اسعد که نمی‌خواست میان وی و عموزاده‌ها نزاعی دربگیرد، چندین نامه برای امیر مفخم و نصیرخان نوشت، که سرانجام با هماهنگی که بین علیقلی خان سردار اسعد و نصیرخان، از طریق غلامحسین خان سالار محتشم (برادر دیگر نصیر خان) انجام شد، با عبور از راه انحرافی، مشروطه خواهان قشون دولتی را دور زدند و بدون درگیری از قم عبور نمودند.

## جنگ با سالارالدوله
هنوز مدت زیادی از فتح تهران نگذشته بود، که با ورود محمدعلی میرزا به کشور، با باقی‌مانده پولی که از بانک روسیه قرض گرفته بود و درعوض آن مقداری از جواهرات سلطنتی را به امانت نزد بانک استقراضی روسیه گذاشته بود، سپاهی منظم به فرماندهی سالارالدوله، روانه پایتخت نمود. سپس، نصیر خان به همراه خسرو خان سردار ظفر، مأمور جبهه غرب شد؛ تا تحت فرماندهی عبدالحسین میرزا فرمانفرما از پیشروی قوای سالارالدوله بسمت پایتخت جلوگیری نمایند.

## حکومت یزد
با فتح تهران به دست علیقلی خان سردار اسعد و سپهدار تنکابنی، برای رفع اختلافات داخلی بین خوانین بختیاری و علی‌رغم وفاداری نصیر خان و امیر مفخم به محمدعلی شاه، پیمان نامه‌ای بین دو برادر با سردار اسعد به امضاء رسید، که در این میان غلامحسین خان سالار محتشم، در آشتی نصیر خان سردار جنگ و علیقلی خان سردار اسعد، نقش بسزایی ایفا کرد.
پس از نبرد خونین و شکست قشون سالارالدوله و متواری شدن محمدعلی میرزا، در پی آرام شدن پایتخت، نصیرخان سردار جنگ، به عنوان حاکم یزد منصوب شد.

## حکومت اصفهان
در سال ۱۲۹۷ نصیرخان از سوی وثوق الدوله نخست‌وزیر وقت، مأمور سرکوب یاغیان؛ رضا جوزانی و جعفرقلی چرمینی در منطقه چهارمحال و اطراف اصفهان شد. به همین مناسبت به حکومت اصفهان منصوب گردید. وی تا آغاز انتخابات در دوره چهارم مجلس شورای ملی، که خود استعفاء کرد، در حکومت اصفهان باقی‌ماند.
نصیرخان برای برگرداندن امنیت به بخش‌های غرب و جنوب کشور، متوسل به جنگ‌های خونینی شد، که در طول این دوران برخی اعمال وی، با ظلم و ستم همراه بود. اما در نهایت با دستگیری رضا جوزانی و جعفرقلی چرمینی و اتباع آنان، صرف‌نظر از شکنجه و آزار زندانیان و اعمال دیگری که به سردار نسبت می‌دهند، در مجموع خدمات وی را قابل تقدیر و تمجید دانسته‌اند.

## دوره چهارم مجلس
نصیرخان در انتخابات دوره چهارم مجلس شورای ملی، از منطقه بختیاری به نمایندگی مجلس انتخاب شد و قدم به عمارت بهارستان نهاد. در این دوره از اقامت وی در تهران، منزل او محفل شعرا و نویسندگانی چون ایرج میرزا، ملک الشعرای بهار و… بود. فرخی یزدی در مدح وی فتح نامه‌ای به نظم درآورده است.

## ایلخانی بختیاری
یکی از رویدادهای مهمی که از زندگی نصیرخان در تاریخ ثبت شده است، سمت ایلخانی وی در خلال جنگ جهانی اول، با حمایت دولت بریتانیا بود. انگلیسی‌ها برای حفاظت از چاه‌های نفتی و ایجاد امنیت در مناطق نفتخیز، نصیرخان سردارجنگ را که فرد مقتدری بود، برای مدت پنج سال به سمت ایلخانی برگزیدند. ایشان در مازندران شهر مشهدسر نیز حضور داشتند و بعنوان نایب معروف بودند. در این زمان صمصام السلطنه نخست‌وزیر و در دوره‌ای، سرداراسعد وزیر جنگ بودند. برای اینکه سردار جنگ بتواند امنیت را در جاده‌ها فراهم کند، لطفعلی خان امیر مفخم را به حکومت کرمان گماشت.

## جنگ جهانی اول
با شروع جنگ جهانی اول و با وجود اعلام بیطرفی ایران، دو گروه مختلف در کشور، به رویارویی پرداختند، که عده‌ای از بختیاری‌ها به دلیل بی‌اعتمادی به روس و انگلیس، طرفدار آلمان شدند.
همین امر زمینه‌ساز اخلال در کار شرکت نفت که در اختیار بریتانیا بود، گشت. اما سردار جنگ در حفاظت و برقرار ماندن نظم در منطقه‌ای که مرکز فعالیت‌ها و عملیات تولید شرکت نفت ایران و انگلیس بود، تلاش بسیاری نمود، که در نهایت آرامشی نسبی را در این مناطق حاکم نمود. به پاس خدمات وی در خلال جنگ جهانی اول، از طرف دولت انگلستان، نشان K.C.M.C یا نشان سنت مایکل و سنت جورج را دریافت کرد.
در فوریه ۱۹۱۵ خط‌لوله‌ای که نفت را از منطقه بختیاری به پالایشگاه آبادان می‌رسانید، به وسیله عوامل ناشناسی قطع گردید و شایعاتی منتشر شد که واسموس آلمانی، با کمک سردار جنگ مرتکب این اقدام شده است؛ ولی دکتر یانگ، رئیس بیمارسان شرکت نفت، که یکی از دوستان صمیمی سردار جنگ بود، در نامه‌ای به گرینوی، مدیرعامل وقت شرکت نفت ایران و انگلیس نوشت:
رفتار نصیرخان قابل تأمل است، زیرا در آن ایام شیخ خزعل از سردار جنگ تقاضا کرد، که تعدادی سوار جهت محافظت از خط لوله نفت اهواز در اختیار او بگذارد، اما سردار جنگ چنین اقدامی را مغایر با قانون بیطرفی دولت ایران در رابطه با جنگ عثمانی و انگلیس عنوان کرد، لذا از این کار سرباز زد.
سپس شیخ خزعل در نامه‌ای در جواب نصیرخان گفت:
اولاً سردار جنگ باید با وی همکاری کند، دومأ در جنگ و ستیز فعلی اگر دولت ایران در کنار عثمانی و آلمان قرار گیرد، بختیاری‌ها باید متعهد شوند، که به همراه وی از بریتانیا حمایت نموده و با دولت ایران وارد جنگ شوند.
در نهایت نصیر خان مکاتبات خود را با خزعل قطع نمود و در عمل هیچ‌گاه با وی همکاری نکرد. سر پرسی کاکس، برای انجام این مقصود مأموریت یافت تا با سردار جنگ و سردار بهادر به گفتگو بنشیند؛ ولی این مذاکرات نیز نتیجه‌ای در برنداشت.

## درگذشت
نصیرخان در اواخر سال ۱۳۰۳ به بیماری سختی مبتلا گردید. پس از مدتی، از بختیاری به اصفهان رفت و در بیمارستان مرسلین انگلیسی بستری شد. در اصفهان، مداوای پزشکان معالج وی، پیشرفتی حاصل نکرد و با پیشنهاد پزشکان بیمارستان، روانه آلمان شد.
نصیرخان ۷ سال پایانی زندگی را در کشور آلمان سپری نمود و سرانجام در سال ۱۳۱۰ خورشیدی در شهر برلن آلمان درگذشت. پیکرش را به نجف اشرف منتقل نموده و در آن‌جا به خاک سپردند.